# Henry Bronett
Bruno Henry François Bronett, född 17 oktober 1961 i Solna, Stockholms län, är en svensk skådespelare, cirkusdirektör, författare och poet.

## Biografi
Bronett är utbildad vid Scenskolan i Stockholm och är verksam inom film, cirkus och teater.[källa behövs] Han är manusförfattare och har producerat program för bland annat Sveriges Television.[källa behövs] Som skådespelare debuterade han 1986 och har medverkat i tiotalet produktioner.
Han debuterade som författare med kokboken Största möjliga njutning! 2005. År 2008 utgavs diktsamlingen Närmare nu och 2010 debuterade han som barn- och ungdomsboksförfattare med Gnuffarna på Bamseklo, vilken följdes av Charles Grandpiers Äventyr: Drakblodsfröna 2011,illustrerade av Andrea Femerstrand. 2014 kom diktsamlingen En blå Bok med illustrationer av Maria Gustafsson. En ny barnbok, Olika som Bär, 2014 med fotografier av Jeanette Håkansson. Kaddish, historietter utkom 2015. Diktsviten Reflektioner om efter Kärlek utkom 2016. Utöver detta har han även arbetat som ljudboksuppläsare.
År 2020 tilldelades han De Nios Julpris.
Henry Bronett är son till framlidne cirkusdirektören François Bronett och bror till Robert Bronett.

## Filmografi
- 1986 – Bröderna Mozart
- 1986 – På liv och död
- 1986 – Ester – om John Bauers hustru
- 1987 – Varuhuset (TV-serie)
- 1988 – Livsfarlig film
- 1990 – F-E-D-A (TV-serie)
- 1995 – Mördande intelligens
- 1997 – Pelle Svanslös (TV-serie)
- 1998 – Kontakt. R-y-m-d

## Teater

### Roller
| År   | Roll        | Produktion                     | Regi          | Teater                   |
| ---- | ----------- | ------------------------------ | ------------- | ------------------------ |
| 1985 | Snödriva    | Panik i Rölleby Anna Bondestam | Bengt Ahlfors | Helsingborgs stadsteater |
| 1985 | Medverkande | Paris? Staffan Olzon           | Staffan Olzon | Helsingborgs stadsteater |

### Fotnoter
1. 1 2  ”Henry Bronett”. Svensk Filmdatabas. http://www.sfi.se/sv/svensk-filmdatabas/Item/?type=PERSON&itemid=169788&ref=%2ftemplates%2fSwedishFilmSearchResult.aspx%3fid%3d1225%26epslanguage%3dsv%26searchword%3dHenry+Bronett%26type%3dPerson%26match%3dBegin%26page%3d1%26prom%3dFalse. Läst 18 februari 2013.
2. ↑  ”Henry Bronett”. Libris.kb.se. http://libris.kb.se/hitlist?q=Henry+Bronett&r=&f=simp&t=v&s=rc&g=&m=50. Läst 18 februari 2013.
3. ↑  ”Henry Bronett”. IMDb.com. http://www.imdb.com/name/nm0111423/?ref_=fn_al_nm_1. Läst 18 februari 2013.